# Arthur Cain
Arthur James Cain FRS (25 de julho de 1921 – 20 de agosto de 1999) foi um biólogo evolutivo e ecologista britânico. Foi eleito membro da Royal Society em 1989.

## Publicações selecionadas
- Cain A.J. 1954. Animal species and their evolution. Hutchinson, London.
- Cain A.J. 1968. Studies on Cepaea V. Phil. Trans. R. Soc. B 253, 499-517.
- Cain A.J. 1971. Colour and banding morphs in subfossil samples of the snail Cepaea. In Creed R. (ed) Ecological genetics and evolution. Blackwell, Oxford.
- Cain A.J. 1977. The efficacy of natural selection in wild populations. In The changing scene in natural sciences. Special publication #12, 111-33. Academy of Natural Sciences.
- Cain A.J. 1983. Ecology and ecogenetics of terrestrial molluscan populations. In Russell-Hunter W.D. (ed) The Mollusca vol 6, p597-647. Academic Press, N.Y.
- Cain A.J. and Currey J.D. 1963a. Area effects in Cepaea. Phil Trans Roy Soc B 246, 269-299.
- Cain A.J. and Currey J.D. 1963b. Area effects in Cepaea on the Larkhill Artillery Ranges, Salisbury Plain. J. Linnaean Soc London (Zoology) 45, 1-15.
- Cain A.J. and Currey J.D. 1968. Ecogenetics of a population of Cepaea nemoralis subject to strong area effects. Phil Trans Roy Soc B 253, 447-482.
- Cain A.J., King J.M.B. and Sheppard P.M. 1960. New data on the genetics of polymorphism in the snail Cepaea nemoralis. Genetics 45, 393-411.
- Cain A.J. and Provine W.B. 1991. Genes and ecology in history. In Berry R.J. et al. (eds) Genes in ecology: the 33rd Symposium of the British Ecological Society. Blackwell, Oxford.
- Cain A.J. and Sheppard P.M. 1950. Selection in the polymorphic land snail Cepaea nemoralis (L.). Heredity 4, 275-94.
- Cain A.J. and Sheppard P.M. 1954. Natural selection in Cepaea. Genetics 39, 89-116.
- Cain A.J., Sheppard P.M. and King J.M.B. 1968. Studies on Cepaea I. The genetics of some morphs and varieties of Cepaea nemoralis (L.). Phil. Trans. R. Soc. B 253, 383-396.
- Clarke B.C. 1979. The evolution of genetic diversity. Proc Roy Soc B. 205, 453-474. [a general review]
- Currey J.D. and Cain A.J. 1968. Climate and selection of banding morphs in Cepaea from the climate optimum to the present day. Phil. Trans. R. Soc. B 253, 483-98.